# KS Besa Kavajë
KS Besa Kavajë este un club de fotbal din Kavajë, Albania care evoluează în Kategoria superiore.

## Palmares
- Cupa Albaniei: 2 (2006/07, 2009/10)

## KS Besa Kavajë în Europa
- TR  = Tur preliminar
- R1  = Runda 1
- R2  = Runda 2

| Sezon   | Competiție     | Rundă | Țară      | Club               | Acasă | Deplasare |
| ------- | -------------- | ----- | --------- | ------------------ | ----- | --------- |
| 1972/73 | Cupa Cupelor   | R1    | Danemarca | Fremad Amager      | 0-0   | 1-1       |
|         |                | R2    | Scoția    | Hibernian F.C.     | 1-1   | 1-7       |
| 2007/08 | Cupa UEFA      | TR    | Serbia    | FK Bezanija        | 0-0   | 2-2       |
|         |                | TR    | Bulgaria  | Litex Lovech       | 0-3   | 0-3       |
| 2008/09 | Cupa Intertoto | R1    | Cipru     | Ethnikos Achnas    | 0-0   | 1-1       |
|         |                | R2    | Elveția   | Grasshopper Zürich | 0-3   | 1-2       |
| 2010/11 | Liga Europa    | R2    | Grecia    | Olympiacos F.C.    | 0-5   | 0-6       |